# Політична комунікація
Політи́чна комуніка́ція — це процес, що охоплює політичну сферу життя людини, посередництвом якого відбувається спілкування між органами влади, політичними партіями, громадськими організаціями і рухами, посадовими особами, виборцями, населенням. Її обов'язковими складниками є комунікатор, повідомлення, канал, комунікант, реакція і зворотний зв'язок. Сам процес комунікації безперервний, проте його активізація спостерігається у виборчий період, коли застосовуються найрізноманітніші шляхи впливу на електорат з метою завоювання його прихильності.

## Теорії
Вперше політичну систему як інформаційно-комунікативну систему представив Карл Дойч. У той же час заявлений ним підхід згодом отримав двояке теоретичне продовження. Так, Юрґен Габермас робив акцент на комунікативних діях і відповідних елементах політики (цінностях, нормах, навчальних діях), представляючи їх як основу соціального і політичного порядку. На противагу йому німецький учений Гельмут Шельскі сформулював ідею «технічної держави», висунувши на перший план не соціальні, а технічні аспекти політичної організації влади.
Сучасний досвід розвитку політичних систем дійсно продемонстрував певні тенденції до зростання ролі техніко-інформаційних засобів в організації політичного життя, насамперед в індустріально розвинених державах. Особливо це стосується появи додаткових технічних можливостей для проведення голосувань (зокрема, електронних систем інтерактивного зв'язку), підвищення ролі та значення ЗМІ в політичному процесі, руйнування багатьох колишніх ієрархічних зв'язків в державному управлінні, посилення автономності низових структур управління в державі і т. інше. Однак це тільки передумови, що розширюють можливості інститутів і суб'єктів влади для маневру, оскільки усувають провідні ролі політичних інтересів груп, конфліктів і протиріч між ними.

## Структура
Наявність різноманітних цілей і методів, структур та учасників політичних процесів, а також інших параметрів вирішення конкретних завдань у сфері державної влади зумовлює складну, багатовимірну структуру інформаційно-комунікативного обміну між людьми. В основі будь-яких інформаційних процесів лежить лінійна структура комунікації, аналіз якої дозволяє виділити її найбільш значущі принципові аспекти, властиві будь-якій системі і процесу обміну інформацією. На думку Гарольда Лассуелла, виділення основоположних компонентів такої структури передбачає відповідь на питання: хто говорить, що говорить, по якому каналу, кому, з яким ефектом?
Інша, більш складна структура інформаційно-комунікативних процесів передбачає врахування їх різних рівнів. Так, канадський учений Джон Томсон пропонує розрізняти семантичний, технічний і інфлуентальний (англ. influence — вплив) рівні інформаційно-комунікативних зв'язків. Дані рівні дозволяють вичленувати найбільш суттєві ознаки і якісно відрізняють компоненти інформаційно-комунікативних процесів, які, з одного боку, забезпечують саме їх існування, а з іншого — визначають умови ефективної взаємодії політичних суб'єктів з їх інформаційними партнерами.

## Засоби
Під засобами політичної комунікації традиційно розуміються певні організації й інститути, що функціонують в рамках соціальної та політичної систем, за допомогою яких здійснюється процес обміну  інформацією. Деякі дослідники відносять до засобів також комунікативні дії або ситуації, групи або окремих індивідів, що сприяють обміну інформацією (прямому чи непрямому, опосередкованому чи безпосередньому, негайному або протяжному в часі).
У західній літературі виділяється три основних способи політичної комунікації:
- Комунікація через засоби масової інформації, що включає в себе друковані засоби (преса, книги, плакати і т. д.), електронні засоби (радіо, телебачення і т. д.);
- Комунікація через організації, коли політичні партії або групи тиску служать передавальною ланкою між правителями і керованими;
- Комунікація через неформальні канали.

Особливе місце серед засобів політичної комунікації займають неформальні засоби передачі інформації. Останнім часом багато дослідників відзначають падіння довіри до офіційних джерел інформації, що призвело до зростання значущості повідомлень, що виникають на рівні міжособистісного спілкування. До неформальним засобам політичної комунікації відносять чутки, плітки, анекдоти, графіті тощо. Ці джерела впливають, перш за все, на формування негативної оцінки діяльності політичних лідерів і політичних інститутів.